# Cleptometopus aureovittatus
Cleptometopus aureovittatus är en skalbaggsart som beskrevs av Stefan von Breuning 1947. Cleptometopus aureovittatus ingår i släktet Cleptometopus och familjen långhorningar.
Artens utbredningsområde är Burma. Inga underarter finns listade i Catalogue of Life.